# Carlo Galetti
Carlo Galetti (26 de agosto de 1882 Corsico - 2 de abril de 1949 Milão) foi um ciclista profissional italiano. Foi o vencedor do Giro d'Italia das edições de 1910 e 1911. Em 1912 fez parte da equipe de ciclismo Atala que foi a vencedora do Giro d'Italia.